# Laguna del Sobrante
La laguna del Sobrante es un cuerpo de agua superficial ubicado en la Región de Valparaíso que alimenta con sus aguas al río Sobrante en la cuenca del río Petorca. Está situada a 3240 m s. n. m.: 302 